# Белопольская, Мария Михайловна
Мария Михайловна Белопольская (17 октября 1916 — 25 сентября 2006) — советский и российский биолог. Доктор биологических наук (1964), профессор ЛГУ, где работала на кафедре беспозвоночных биолого-почвенного факультета.

## Биография
Девичья фамилия Волкова. Родилась в селе Путилово Петроградской губернии у родителей-петербуржцев. Мать Марии была учительницей, отец также преподавал. В школу пошла в шесть лет, уже умея читать. В 1933 была вынуждена работать на заводе ради получения рабочего стажа, необходимого в то время детям интеллигенции для поступления в университет. В 1934, сдав экзамены, поступила в ЛГУ, с которым затем оказалась связана вся её жизнь. Война застала Марию на Мурмане. Она вернулась из экспедиции в блокадный Ленинград, откуда эвакуировалась только весной 1942 года в Ярославскую область. Уехала на Дальний Восток в Судзухинский заповедник и вышла замуж за его директора. В 1946 вернулась в Ленинград и восстановилась в аспирантуре. В марте 1952 муж Марии был арестован. Освободиться ему удалось только после смерти Сталина. Его брат ранее в 1950 был расстрелян по Ленинградскому делу. Белопольскую попытались выжить из ЛГУ, где она преподавала, но профессор Догель заступился за неё и не допустил этого. Кандидатская диссертация учёной (защищена в 1947 году) была посвящена паразитофауне птиц Баренцева моря. В 1940—1941 годах она, ещё будучи аспиранткой, собирала научный материал на острове Харлов в заповеднике «Семь островов».